# Herb Lublina

Herb Lublina obowiązujący do 2004

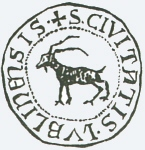
Staropolska pieczęć Lublina z 1401 roku

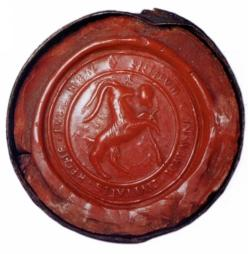
Pieczęć Rady Miejskiej Lublina z roku 1535

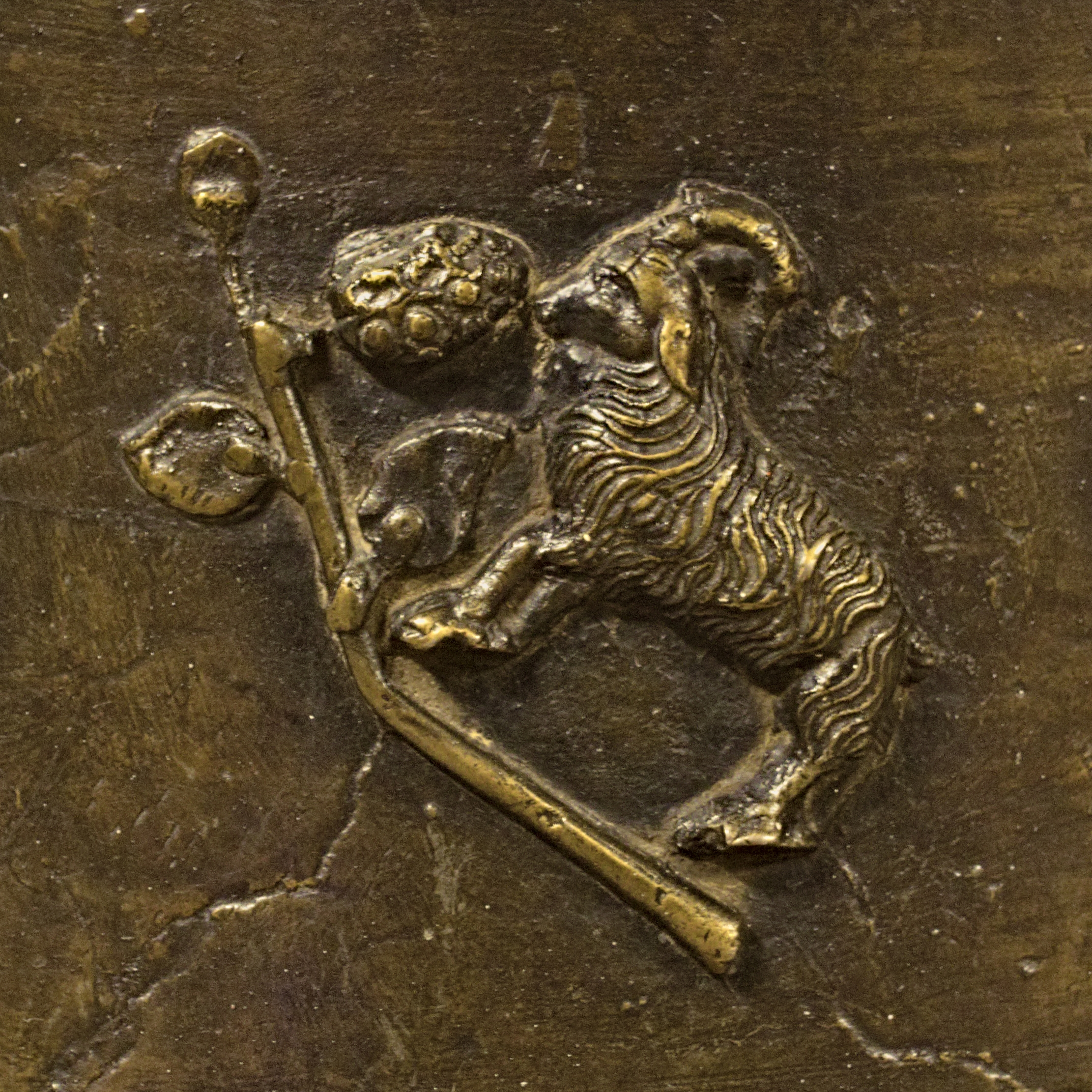
Kozioł na winorośli na dzwonie odlanym w Lublinie w 1585 roku

Herb Lublina – jeden z symboli miejskich Lublina w postaci herbu ustanowiony przez Radę Miasta Lublin 8 lipca 2004 roku.

## Wygląd i symbolika
Herb przedstawia umieszczonego w czerwonym polu zwróconego w prawo srebrnego kozła ze złotymi karbowanymi rogami i złotymi kopytami wspinającego się z zielonej murawy na zielony krzak winny.
Kozioł i winorośl były atrybutami bogini Wenus (co oznacza płodność natury), od której wywodziła się Julia z rodu juliańskiego – według legendy przytoczonej przez Wincentego Kadłubka – założyciela miasta. Kozioł jest również symbolem miłości i Chrystusa. Czerwone tło symbolizuje siłę i władzę.

## Historia
Najstarszy obraz herbu Lublina pochodzi z datowanego na 1401 rok dokumentu z pieczęcią Rady Miejskiej Lublina. Sam dokument pochodził prawdopodobnie jeszcze z XIV wieku.
W XVI wieku po raz pierwszy jako herb Lublina pojawił się kozioł wsparty na krzewie winorośli.
Od początku XVIII wieku do herbu została dodana korona królewska, która odzwierciedlała równość magistratu lubelskiego z magistratem krakowskim (stołecznym), co nastąpiło na mocy przywileju wydanego przez Augusta II Wettina w 1703 roku.
Od 1815 roku herb przestał obowiązywać oficjalnie i stał się jedynie symbolem dekoracyjnym. W wyniku praktyki rosyjskiej przyznawania herbom miast gubernialnych liczących do 50 tysięcy mieszkańców korony nad herbem, herb Lublina otrzymał koronę „murową” (corona muralis).
W okresie dwudziestolecia międzywojennego herb został odwołany (na mocy rozporządzenia prezydenta Ignacego Mościckiego z 1927 roku o zakazie używania własnych herbów przez miasta). W 1936 roku na mocy zarządzenia Ministra Spraw Wewnętrznych przywrócono herb o następującym wyglądzie – „w polu czerwonym kozioł srebrny zwrócony w prawo wspina się z murawy zielonej na zielony krzak winny”.
W 2004 roku herb Lublina został poddany kosmetycznym zmianom, które zostały wymuszone zasadami heraldycznymi.